# Дисков филм
Дисковият филм е филмов формат използван от 1982 до 1998 година. Форматът на кадъра е 8 x 10 мм.
Филмът е с формата на диск (откъдето идва и името му) и е запечатан в пластична опаковка. Капацитета му е 15 кадъра, като при всяко зареждане филма се завърта с 24°. Камерите ползващи този тип филм са много лесни за ползване и са напълно автоматични. Опаковката на филма има вграден тъмен плъзгач, който има за задача да предпази осветяването на негатива при премахване на опаковката.
Този формат е въведен от Kodak през 1982 г., като заместник на миниатюрния Instamatic 110 формат. Притежавал е голям потенциал поради едно голямо свое преимущество – за разлика от другите филми, които трябва да бъдат изваждани от касетите си, което води до неминуемо надраскване, тук филмът представлява плосък диск и цялата повърхност на филма е в една равнина. В крайна сметка форматът се оказва недотам удачен поради малкият размер на кадъра – само 8 мм на 10 мм., което води до неизбежна зърнистост на отпечатъка. Производството на дисковия филм се преустановява през 1998 г.